# Annina lacustris
Annina lacustris är en kräftdjursart som beskrevs av Gustav Budde-Lund 1908. Annina lacustris ingår i släktet Annina och familjen Cirolanidae. Inga underarter finns listade i Catalogue of Life.